# Hanson
Hanson — американський поп-рок-гурт з міста Талса, штат Оклахома. В гурті три брати: Айзек, Тейлор та Зак. Найвідоміша пісня колективу — «MMMBop» (1997) з тричі номінованого на Греммі альбому Middle of Nowhere. Пік комерційного успіху гурту припав на 1997-98 роки.

## Дискографія

### Альбоми
- Boomerang (1995)
- MMMBop (1996)
- Middle of Nowhere (1997)
- Snowed In (1997)
- 3 Car Garage (1998)
- Live from Albertane (1998)
- This Time Around (2000)
- Underneath (2004)
- The Walk (2007)
- Shout It Out (2010)
- Anthem (2013)
- Finally It's Christmas (2017)
- String Theory (2018)
- Against the World (2021)
- Red Green Blue (2022)